# Brezje (gmina Novo mesto)
Brezje – wieś w Słowenii, w gminie miejskiej Novo mesto. W 2018 roku liczyła 19 mieszkańców. 